# Francisco Otero González
Francisco Otero González (Lindín, Lugo, 1860 - Madrid, 14 d'abril de 1880) va ser un pastisser gallec, autor d'un atemptat fallit contra els reis Alfons XII i Maria Cristina d'Habsburg-Lorena.
El 30 de desembre de 1879 a les cinc de la tarda, els reis creuaven la plaça d'Oriente en un faetó guiat pel rei, precedits pel correu i amb l'única companyia del cotxer, assegut en la part posterior, i d'un lacai. Al moment en què el cotxe entrava en el Palau Reial per la porta del Príncep, Otero, que havia estat esperant la seva arribada al costat de la de cavallerisses, va realitzar dos trets a curta distància amb un revòlver Lefaucheux de dos canons carregat amb bales de dotze adarams, errant els dos trets.
Detingut immediatament, va ser acusat d'intent de regicidi; el tribunal, desestimant l'atenuant d'alienació mental, el va condemnar a mort. El rei va sol·licitar el seu indult, però el consell de ministres presidit per Antonio Cánovas del Castillo el va denegar. A l'abril de l'any següent Otero va ser executat pel garrot vil en el camp de guàrdies de Chamberí pel botxí titular de Madrid Francisco Ruiz Castellano, i les seves despulles enterrades al cementiri de San Martín.